# Riggia paranensis
Riggia paranensis är en kräftdjursart som beskrevs av Szidat 1948. Riggia paranensis ingår i släktet Riggia och familjen Cymothoidae. Inga underarter finns listade i Catalogue of Life.